# Le Mans Sarthe Basket
Le Mans Sarthe Basket ist ein professioneller Basketballklub, der sich 1993 aus dem 1939 gegründeten Verein Sporting Club Moderne Le Mans (kurz: SCM Le Mans) in der französischen Stadt Le Mans heraus gegründet hat. Der Klub wird auch als MSB abgekürzt.

## Geschichte

### SCM Le Mans (bis 1993)
Der aus Reims stammende Bernard Gasnal regte 1938 die Gründung eines Werksvereins an, so wie er sie schon aus seiner Heimatstadt kannte. In dem als Goulou Club Sportif gegründeten Verein bildete sich zunächst eine Fußballmannschaft. Als 1942 solche Arten von Vereinen per Gesetz untersagt wurden, wurde der Verein als Sporting Club Moderne oder kurz SCM Le Mans wieder gegründet, wobei SCM auch ein Akronym für die Société des Comptoirs Modernes ist, ein Nahrungsmittelhersteller und der Arbeitgeber der meisten damaligen Vereinsmitglieder. Als Gasnal 1943 aus der Kriegsgefangenschaft zurückkehrte, konnte er die Einrichtung von Basketballmannschaften erreichen, wobei die Damen zunächst erfolgreicher waren als die Herren, die durch den Zweiten Weltkrieg dezimiert waren. Den ersten nationalen Titel gewannen daher die Damen 1952.
Der Herrenmannschaft gelang 1963 der Aufstieg in die höchste französische Spielklasse – damals Nationalliga 1 –, auf den 1964 der erste Pokalsieg folgte. Kopf der Mannschaft in den 60er Jahren war Christian Baltzer und Trainer Justy Specker. Mit Spielertrainer Baltzer folgte auf die Vizemeisterschaft und das Pokalfinale 1970 eine weitere Vizemeisterschaft 1974, bis in der Zeit von 1977/78 bis 1982/83 sechs sehr erfolgreiche Saisons folgten, wo man entweder französischer Meister (dreimal) oder Vizemeister (dreimal) wurde. Die ersten beiden Meisterschaften wurden unter Baltzer, der als Präsident von Gasnal übernommen hatte, und dem US-amerikanischen Trainer Bill Sweek errungen, einem Absolventen von UCLA und NCAA-Champion, der unter Trainerlegende John Wooden gelernt hatte. Beide traten 1979 von ihren Ämtern zurück, aber der nachfolgende Trainer Bob Purkisher konnte SCM in der Erfolgsspur halten und 1982 einen dritten Titel erreichen, bevor er im Sommer gleichen Jahres bei einem Autounfall verstarb.
Danach konnte man zunächst keine Erfolge mehr feiern, sondern musste wegen finanzieller Probleme Spieler wie Stéphane Ostrowski ziehen lassen, was 1987 im Abstieg in die Nationalliga 1B (heutzutage: Pro B) resultierte. 1990 gelang dort die Meisterschaft und der Wiederaufstieg. Der Verein kämpfte danach um das sportliche Überleben in der höchsten Spielklasse und blieb 1993 vor Gründung der Profi-Organisation MSB sogar nur durch den Zwangsabstieg eines anderen Vereins in der Liga.

### MSB (seit 1993)
In der ersten Saison konnte die Nationalliga 1A nur durch die Liga-Erweiterung und Einführung der Pro A gehalten werden. Der Bau der neuen Halle Antarès, die im September 1995 eingeweiht wurde, aber markierte den Aufbruch zu neuen Erfolgen des Vereins. 1997 gelang mit dem vierten Platz in der Meisterschaft seit langer Zeit einmal wieder die Qualifikation für einen europäischen Wettbewerb. Der 1,70 m große US-Amerikaner und Ex-NBA-Spieler Keith „Mister“ Jennings wurde 1999 im Trikot von MSB bester Scorer und zum Most Valuable Player der Pro A gewählt. Doch MSB stagnierte und als im Jahr 2000 Alan Weisz, der Trainer der ersten Erfolge von MSB, die Nationalmannschaft übernahm, erschien die Zukunft ungewiss.
Nachfolger von Weisz war sein bisheriger Assistent Vincent Collet, selbst ehemaliger Spieler von SCM in den 1980er Jahren und nach dem Wiederaufstieg. Collet sollte bis 2008 Trainer bleiben und konnte die Mannschaft neu beleben. Angeführt von dem nur 1,63 m großen Shawnta Rogers erreichte man in der Meisterschaft einen dritten Platz und Collet wurde zum besten Trainer der Saison 2000/2001 in der Pro A gewählt. Der Sprung bis ganz an die Spitze, vorbei an den zu dieser Zeit dominierenden Mannschaften von EB Pau-Orthez und ASVEL Lyon-Villeurbanne, gelang aber nicht. In der Saison 2003/04 konnte man mit dem besten Nachwuchsspieler Pape Amagou und dem besten Rebounder der Liga Rashon Turner aber zum ersten Mal seit 1964 wieder den Pokal gewinnen und Collet wurde erneut bester Trainer der Liga. Im Jahr darauf schied man als Hauptrundenerster bereits im Play-off-Viertelfinale gegen SLUC Nancy Basket aus. In der darauffolgenden Saison 2005/2006 machte man es besser und erreichte als Hauptrundenfünfter das Play-off-Finale. Diesmal schlug man Nancy, was die vierte Meisterschaft bedeutete. Zudem gewann man in diesem Jahr den Ligapokal. Obwohl Nicolas Batum in den beiden folgenden Jahren zur größten Nachwuchshoffnung der Liga (Meilleur espoir) gewählt wurde, reichte es nur zu vorderen Platzierungen, aber keinen Titeln.
2008 übernahm der Franko-Kanadier J.D. Jackson, selbst Spieler bei MSB von 1999 bis 2006, das Traineramt. Ihm gelang in seiner ersten Saison sowohl Pokal- als auch Ligapokalsieg und Alain Koffi wurde bester französischer Spieler der Liga. In den Saisons 2006/07 bis 2008/09 konnte man sich dreimal hintereinander für die Hauptrunde der EuroLeague qualifizieren, schied aber immer vor dem Achtelfinale aus. In der Saison 2009/10 war sogar in der ersten Qualifikationsrunde gegen den deutschen Vertreter Alba Berlin Endstation, so dass man wieder einmal im ULEB Eurocup starten musste.

## Aktueller Kader
| Spieler | Spieler            | Spieler            | Spieler     | Spieler | Spieler | Spieler          |
| Nr.     | Nat.               | Name               | Geburt      | Größe   | Info    | Letzter Verein   |
| ------- | ------------------ | ------------------ | ----------- | ------- | ------- | ---------------- |
|         |                    | Guards (PG, SG)    |             |         |         |                  |
| 4       | Vereinigte Staaten | Khalid El-Amin     | 25.04.1979  | 178     |         | Cibona Zagreb    |
| 15      | Frankreich         | Henri Kahudi       | 08.01.1991  | 194     |         |                  |
| 16      | Frankreich         | Thomas Ceci        | 07.03.1992  | 197     |         |                  |
| 20      | Vereinigte Staaten | Cameron Long       | 30.12.1988  | 193     |         | BC Šiauliai      |
|         |                    | Forwards (SF, PF)  |             |         |         |                  |
| 5       | Frankreich         | Charles Kahudi     | 19.07.1986# | 196     |         |                  |
| 7       | Frankreich         | Alain Koffi        | 23.11.1983  | 205     |         |                  |
| 9       | Vereinigte Staaten | Cuthbert Victor    | 30.01.1983  | 197     |         | Spartak Primorje |
| 10      | Frankreich         | Pape Sy            | 05.04.1988  | 200     |         | BCM Gravelines   |
| 11      | Frankreich         | Dounia Issa        | 03.06.1981  | 198     |         | BCM Gravelines   |
| 17      | Frankreich         | Soriah Bangura     | 27.10.1983  | 198     |         |                  |
| 18      | Frankreich         | Kevin Mendy        | 18.04.1992  | 200     |         |                  |
|         |                    | Center (C)         |             |         |         |                  |
| 13      | Brasilien          | João Paulo Batista | 29.10.1981  | 206     | A-Nat   |                  |

| Trainer    | Trainer          | Trainer  |
| Nat.       | Name             | Position |
| ---------- | ---------------- | -------- |
| Kanada     | JD Jackson       | Chef     |
| Frankreich | Alexandre Menard | Co       |
| Frankreich | Antoine Mathieu  | Co       |

| Legende           | Legende         |
| Abk.              | Bedeutung       |
| ----------------- | --------------- |
| A-Nat             | Nationalspieler |
| Quellen           |                 |
| Teamhomepage      |                 |
| Ligahomepage      |                 |
| Stand: 15.11.2012 |                 |

| Legende           | Legende         |
| Abk.              | Bedeutung       |
| ----------------- | --------------- |
| A-Nat             | Nationalspieler |
| Quellen           |                 |
| Teamhomepage      |                 |
| Ligahomepage      |                 |
| Stand: 15.11.2012 |                 |

## Erfolge
National
- Französischer Meister (5): 1978, 1979, 1982, 2006, 2018
- Französischer Pokalsieger (4): 1964, 2004, 2009, 2016
- Sieger der Semaine des As/Leaders Cup (3): 2006, 2009, 2014

## Bekannte Spieler
| - Christian Baltzer 1961–1972 - Claude Gasnal 1966–1979 - Art Kenney 1968–1972 - Jacky Lamothe 1971–1982 - Eric Beugnot 1972–1984 - Lloyd King 1973–1976 - Hervé Dubuisson 1975–1980 - / Bill Cain 1975–1983 - Gregor Beugnot 1978–1984 - / Bob Wymbs 1982–1986 - Stéphane Ostrowski 1983–1985 | - Keith Jennings 1996–1999 - Shawnta Rogers 2000–2003 - / Neno Ašćerić 2000–2003 - Pape-Philippe Amagou 2001–2007 - Alain Koffi 2001–2009, seit 2010 - / Amara Sy 2002–2005 - Sandro Nicević 2002–04/2006–07 - Hollis Price 2003–2005 - Rahshon Turner 2003–2005 - Yannick Bokolo 2003–2008 - Kenny Gregory 2005–2007 | - Nicolas Batum 2005–2008 - Nebojša Bogavac 2006–2008 - Zack Wright 2009–2010 - Marc Salyers 2009–2010 - Michalis Kakiouzis 2010–2011 - Alex Acker 2010–2012 - Taylor Rochestie 2011–2012 - Khalid El-Amin 2012–2013 - / Pape Sy seit 2012 |

## Trainer MSB (seit 1993)
- 1993–1994  Philippe Desnos
- 1994–1996  Ernie Signars
- 1996–2000  Alain Weisz
- 2000–2008  Vincent Collet (Spieler 1981–85, 1990–94)
- seit 0 2008 / JD Jackson (Spieler 1999–2006)